# (6853) Silvanomassaglia
(6853) Silvanomassaglia est un astéroïde de la ceinture principale.

## Description
(6853) Silvanomassaglia est un astéroïde de la ceinture principale. Il fut découvert le 12 février 1986 à La Silla par Henri Debehogne. Il présente une orbite caractérisée par un demi-grand axe de 2,26 UA, une excentricité de 0,12 et une inclinaison de 5,9° par rapport à l'écliptique.

## Compléments